# Walsh Knob
Der Walsh Knob ist ein kleiner und vereister Hügel mit einem Kliff an seiner Südseite, der sich im Osten der Thurston-Insel vor der Eights-Küste des westantarktischen Ellsworthlands befindet. Er ragt auf halber Strecke der Südküste der Lofgren-Halbinsel auf.
Das Advisory Committee on Antarctic Names benannte ihn 2003 nach R. W. Walsh, Fotograf der Ostgruppe des United States Navy bei der Operation Highjump (1946–1947), der Luftaufnahmen von der Thurston-Insel und den angrenzenden Küstengebieten erstellte.